# Saint-Pierre-d'Entremont (Orne)
Saint-Pierre-d'Entremont is een gemeente in het Franse departement Orne (regio Normandië) en telt 677 inwoners (1999). De plaats maakt deel uit van het arrondissement Argentan.

## Geografie
De oppervlakte van Saint-Pierre-d'Entremont bedraagt 6,2 km², de bevolkingsdichtheid is 109,2 inwoners per km².
De onderstaande kaart toont de ligging van Saint-Pierre-d'Entremont (Orne) met de belangrijkste infrastructuur en aangrenzende gemeenten.

## Demografie
Onderstaande figuur toont het verloop van het inwonertal (bron: INSEE-tellingen).